# Delta Sagittarii
Delta Sagittarii (δ Sagittarii, viết tắt Delta Sgr, δ Sgr), cũng có tên khác là Kaus Media, là một sao đôi trong chòm sao hoàng đạo Nhân Mã. Cấp sao biểu kiến của sao này là +2.70, dễ dàng có thể thấy bằng mắt thường. Phép đo thị sai cho thấy sao này cách Mặt Trời 348 năm ánh sáng (107 parsec).

## Đặc điểm
Eggleton và Tokovinin (2008) cho rằng Delta Sagittarii là một hệ thống sao đôi gồm một sao khổng lồ loại K, đã tiến hóa với  mã phân loại sao K3 III, và một  sao lùn trắng thứ cấp. Sao khổng lồ này là một ngôi sao barium yếu, rất có thể vì bề mặt của nó có nhiều nguyên tố quá trình-s được cải tiến thông qua việc chuyển giao khối lượng từ sao đồng hành của nó. Nó nặng khoảng 3,21 lần khối lượng Mặt Trời và có tuổi khoảng 260 triệu năm.